# Luidia bellonae
Luidia bellonae is een kamster uit de familie Luidiidae. De wetenschappelijke naam van de soort werd in 1865 gepubliceerd door Christian Frederik Lütken. De naam bellonae verwijst naar het fregat "Bellona", waarmee de soort verzameld was.

## Synoniem
- Luidia lorioli Meissner, 1896[2]